# رابرت شاو (بازیگر)
رابرت شاو (انگلیسی: Robert Shaw؛ ۹ اوت ۱۹۲۷ – ۲۸ اوت ۱۹۷۸) یک هنرپیشه، رمان‌نویس و نمایشنامه‌نویس اهل بریتانیا بود. وی بین سال‌های ۱۹۴۷ تا ۱۹۷۸ میلادی فعالیت می‌کرد.

## گزیده فیلمشناسی
از فیلم‌ها یا برنامه‌های تلویزیونی که وی در آن نقش داشته‌است می‌توان به آثار زیر اشاره کرد.
- تبهکاران لاوندر هیل (۱۹۵۱)
- سدشکنان (۱۹۵۴)
- تهمت (فیلم ۱۹۵۹) (۱۹۵۹)
- حکایت زمستان (۱۹۶۱)
- از روسیه با عشق (فیلم) (۱۹۶۳)
- هملت (۱۹۶۴)
- نبرد تانک‌ها (فیلم) (۱۹۶۵)
- مردی برای تمام فصول (۱۹۶۶)
- فاتح غرب (۱۹۶۷)
- لوتر (نمایش‌نامه) (۱۹۶۸)
- جشن تولد (فیلم ۱۹۶۸) (۱۹۶۸)
- نبرد بریتانیا (فیلم) (۱۹۶۹)
- چهره‌هایی در یک چشم‌انداز (۱۹۷۰)
- وینستون جوان (۱۹۷۲)
- مزدور (فیلم) (۱۹۷۳)
- نیش (فیلم ۱۹۷۳) (۱۹۷۳)
- سفر طلایی سندباد (۱۹۷۳)
- آرواره‌ها (۱۹۷۵)
- مردی در اتاق شیشه‌ای (۱۹۷۵)
- پایان بازی (۱۹۷۵)
- الماس‌ها (فیلم ۱۹۷۵) (۱۹۷۵)
- رابین و ماریان (۱۹۷۶)
- یکشنبه سیاه (۱۹۷۷ فیلم) (۱۹۷۷)
- یگان ۱۰ از ناوارون (فیلم) (۱۹۷۸)

## نگارخانه

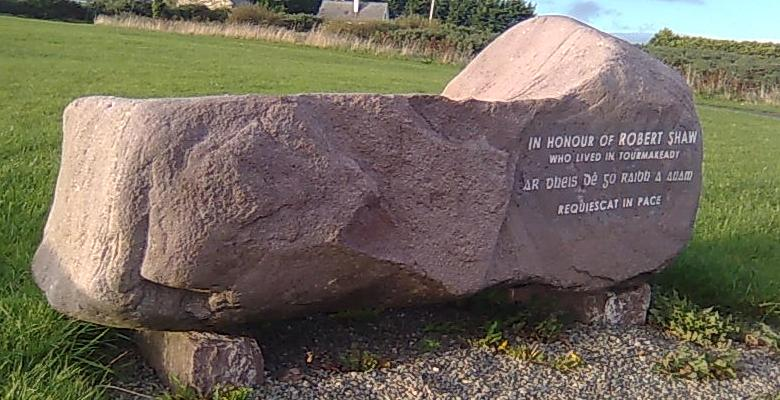
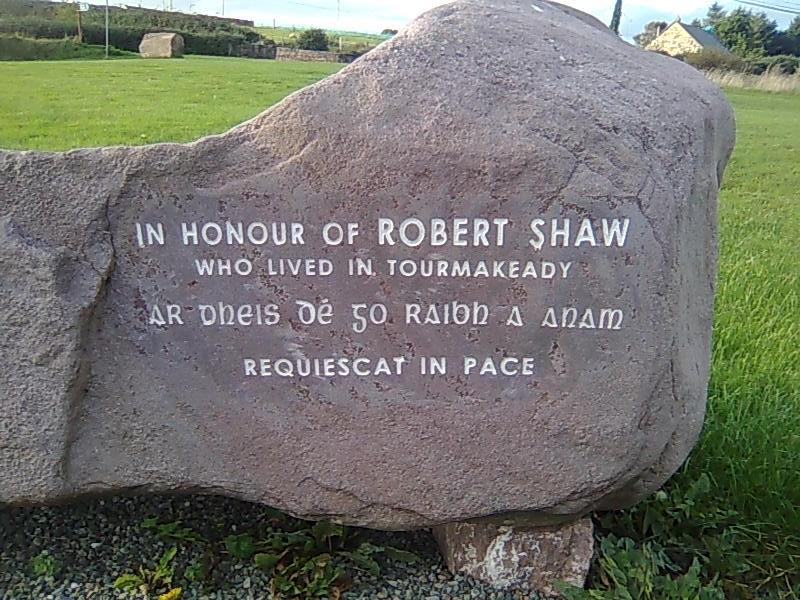
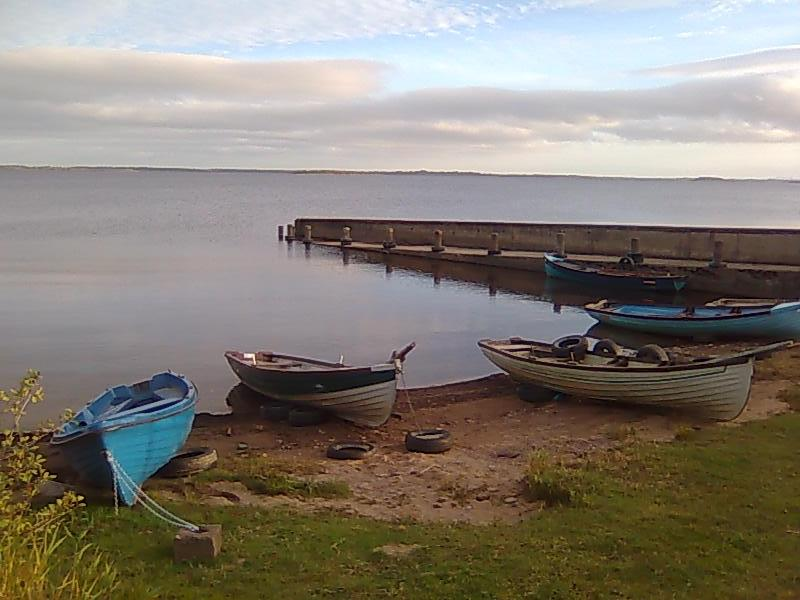